# Wooden Peak
Der Wooden Peak ist ein rund 900 m hoher Berg an der Graham-Küste des Grahamlands im Norden der Antarktischen Halbinsel. Am Südufer der Holtedahl Bay ragt er 3 km südöstlich des Black Head auf.
Teilnehmer der British Graham Land Expedition (1934–1937) unter der Leitung des australischen Polarforschers John Rymill kartierten ihn. Das UK Antarctic Place-Names Committee benannte ihn 1959 nach Frederick Edward Wooden (* 1923) vom Falkland Islands Dependencies Survey, der 1956 an Vermessungen auf Danco Island und 1957 am Prospect Point sowie an Arbeiten der hydrographischen Einheit der Royal Navy in diesem Gebiet zwischen 1957 und 1958 beteiligt war.